# هجوم الغاب (يوليو–أغسطس 2015)
كان هجوم الغاب (يوليو–أغسطس 2015) هجومًا شنته المعارضة في الحرب الأهلية السورية للسيطرة على المناطق المحيطة بجسر الشغور، وإقامة موطئ قدم في سهل الغاب، في محافظتي إدلب و‌حماة السوريتين.

## الخلفية
الهجوم على شمال غرب سوريا عام 2015، والذي أطلق عليه المتمردون اسم معركة النصر، وقعت في إدلب وحماة.
تألفت الحملة من هجوم ثلاثي المحاور، حيث قادت حركة أحرار الشام، وجبهة النصرة التابعة لتنظيم القاعدة، وفصائل إسلامية سنية أخرى تحت لواء جيش الفتح، الهجومين الرئيسيين، بينما تضمنت قوة الهجوم المتبقية التعاون مع مجموعات الجيش السوري الحر. وأكد قائد الفرقة 13 التابعة للجيش السوري الحر أن التنسيق مع مجموعات أخرى مثل جبهة النصرة لا يعني التحالف معها. وفي غضون أيام، استولى المتمردون على مدينة جسر الشغور وفي وقت لاحق على قاعدة للجيش. وعزى نجاح الحملة إلى التنسيق الأفضل بين داعمي المعارضة السورية. ومع ذلك، أسفرت العملية عن معدل استنزاف مرتفع لكلا الجانبين.